# Fernando Farese
Fernando Farese, nom artístic de Fernando Bonora (Mantua (Llombardia), 1901 – Florència (Toscana), 29 de novembre, 1956), va ser un actor italià.

## Biografia
Fernando Farese va començar a treballar com a jove actor genèric en algunes de les companyies de la ciutat, per passar a la Companyia de Romano Calò a la dècada del 1930. A finals de la dècada del 1930, l'EIAR el va contractar com a membre de la companyia de prosa de Radio Roma, on va romandre durant uns 20 anys, actuant en centenars de comèdies i radiodrames, convertint-se en una de les veus més recurrents del període. El 1938 va ser el pròleg a L'Amfiparnaso d'Orazio Vecchi amb Licia Albanese, Micaela Giustiniani i Guido Gatti al Teatro Comunale de Florència i Oliviero a Al vostre gust de William Shakespeare dirigida per Jacques Copeau amb Massimo Pianforini, Enzo Biliotti, Sandro Ruffini, Gatti, Nerio Bernardi, Franco Bernardi, Scandu Pierone Pierone, Nerio Nella Bonora, Letizia Bonini i Zoe Incrocci als jardins de Boboli i també van actuar el 1939 al Teatro della Pergola amb Attilia Radice. També el 1939 va ser Neri a La bruixa d'Anton Francesco Grazzini amb Gatti, Alberto Archetti, Dory Cei, Amilcare Pettinelli, Augusto Marcacci, Bonini i Riccardo Billi a la "Piazza de' Peruzzi" de Florència.
Durant les dècades del 1940 i del 1950 també va treballar en prosa per a Radio Milano i Radio Firenze. Cosí de l'actriu de doblatge Nella Maria Bonora, amb qui va tenir l'oportunitat de treballar sovint, tant al teatre com a la ràdio. Va debutar al cinema el 1949, amb la pel·lícula La mà dels morts, després de la qual només apareixeria en dues pel·lícules més. El 1955 va interpretar el viatger a l'estrena mundial de La conchiglia de Lino Liviabella amb Nicola Filacuridi i Dino Dondi al vestíbul del Teatro Comunale de Florència.
Va morir després d'una greu malaltia a Florència el 1956.

## Prosa radiofònica
- EIAR

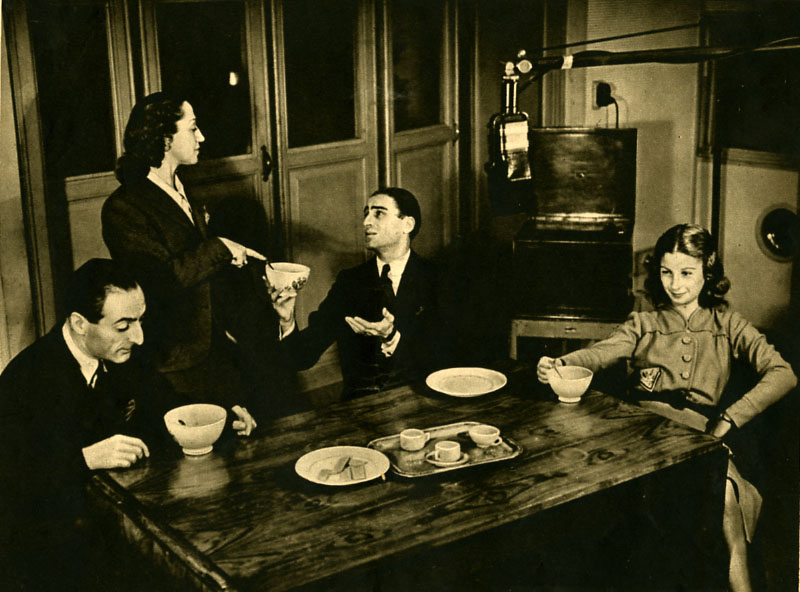
Fernando Farese, Rina Centenaro, Angelo Bizzarri i Diana Torrieri a "Aquests nois" de Gherardo Gherardi 1942 ràdio EIAR Roma
EIAR Roma

- L'arrisicata, comèdia de Riccardo Marchi, dirigida per l'autor, emesa el 12 de juny de 1940
- Oh, Eidelberga meva!, tres actes de Wilhelm Weyer Foester, dirigida per Enzo Ferrieri, emesa el 7 de gener 1943, al programa "A".
- La princesa llunyana, comèdia de Hermann Sudermann, dirigida per Pietro Masserano Taricco, emesa el 20 de febrer de 1943.
- El mar des de la finestra, comèdia de Giuseppe Lanza, dirigida per Enzo Ferrieri (1943)

- RAI
- Hedda Gabler, de Henrik Ibsen, dirigida per Enzo Ferrieri, 7 de febrer de 1946.
- La casa dels pobres, de Maksim Gor'kij, dirigida per Enzo Ferrieri, emesa el 6 de juny de 1946.
- La frontera, comèdia de Leopoldo Trieste, dirigida per Enzo Ferrieri, emesa l'11 de setembre de 1946
- L'altre fill, comèdia de Luigi Pirandello, dirigida per Enzo Convalli, emesa el 13 d'octubre de 1946
- El que no es diu, comèdia de Stefano Landi, dirigida per Enzo Convalli, emesa el 20 de gener de 1947
- El meu cor és a les Terres Altes, de William Saroyan, dirigida per Enzo Ferrieri, emesa el 26 de setembre de 1948.
- Knoch, o el triomf de la medicina, de Jules Romains, dirigida per Enzo Convalli, emesa el 28 d'octubre de 1948.
- Tots eren fills meus, d'Arthur Miller, dirigida per Umberto Benedetto, emesa el 21 de maig de 1951.
- Casa de nines, drama de Henrik Ibsen, dirigit per Enzo Ferrieri, emès el 20 de desembre de 1951.
- L'escola dels pares, comèdia de Stefano Pirandello, dirigida per Corrado Pavolini, emesa el 24 de febrer de 1953
- L'home sense ombra, tres actes de Paul Gilson, dirigida per Claudio Fino, emesa el 2 de setembre de 1953,
- Pilate, drama radiofònic de Giuseppe Di Martino i Santoni Rugio, dirigida per Umberto Benedetto, emesa el 26 de setembre de 1953
- Missatge a desconeguts, d'Ermanno Maccario, dirigida per Umberto Benedetto (1953)
- Assassinat a la catedral, drama en dos actes de Thomas Stearns Eliot, dirigit per Enzo Ferrieri, emès el 7 de gener de 1955
- Mort a la mà, de Douglas Cleverdon, dirigida per Umberto Benedetto, emesa el 16 de març de 1955
- Descalç a Atenes, de Maxwell Anderson, dirigida per Umberto Benedetto, 24 de maig de 1954
- L'aposta del diable, radiodrama de Franca Caprino, dirigit per Marco Visconti, emès el 5 d'octubre de 1955
- El retorn d'Ulisses, drama en tres actes de Stanisław Wyspiański, dirigit per Pietro Masserano Taricco, emès el 7 d'octubre de 1955
- Hamlet, de Riccardo Bacchelli, dirigida per Enzo Ferrieri, emesa el 18 de novembre de 1955
- Hamlet és mort, de Cesare Meano, dirigida per Giulio Rolli, emesa el 24 de febrer de 1956
- La dama del mar, drama de Henrik Ibsen, dirigit per Corrado Pavolini, emès el 7 de desembre de 1956.

## Filmografia
- La mano della morta, regia di Carlo Campogalliani (1949)
- Ombre su Trieste, regia di Nerino Florio Bianchi (1952)
- L'orfana del ghetto, regia di Carlo Campogalliani (1954)